# 김선경 (조선)
김선경(金選慶, 1699년~1760년 9월 19일)은 충청도의 황간의 현감에서부터, 공조의 참의를 두루 지낸, 조선 시대 후기의 문신 겸 관료이자 외척 및 척신이다.
본관은 경주(慶州)이며, 자(字)는 덕수(德修)이고, 문정공 학주 김홍욱(金弘郁)의 증손(曾孫)이며, 아버지는 찬성(贊成)에 추증(追贈)된 김두광(金斗光)이다.
영조 이금의 계비 정순왕후 김씨의 친정 할아버지인 그는, 오흥부원군 김한구(鰲興府院君 金漢耉)의 아버지이고, 김귀주(金龜柱)의 친조부이기도 하며, 아버지는 증 찬성 김두광(金斗光)이다.

## 생애
증조부 문정공 학주 김홍욱이 민회빈 금천 강씨의 관작 복위 추서 필요를 주장하다가 사형(장살)된 이래 그의 가계는 사실상 쇠락(몰락)하였다. 차라리 그나마 직계 후손들 가운데 적출 증손 김선경(金選慶)은 1744년 충청도 홍주목 서산군 향시 백일장(소과)에 합격하였고, 1748년 음서(문음)로 천거되었으나, 오랫동안 1748년부터 10년간 충청도 황간 현감(1748~1751)·비인 현감(1751~1754)·홍산 현감(1754~1756)를 두루 지내다가, 1756년에는 당진 현감(1756~1758)을 지내는 등, 사실상 호서 지역의 목민관직으로 한직을 전전했으며, 손녀딸 김씨가 영조의 계비 정순왕후로 간택되자 1759년 윤 6월, 왕실(왕족)의 외척이자 국구(國舅)의 아버지라 하여 특별히 선혜청의 당상관으로 가자(加資)되었다. 그리고 그해 11월 8일 호조 참의에 임명됐다. 이듬해 1760년 5월, 공조 참의로 전임되었고, 같은해 1760년 9월 19일에 사망하였다. 뒤에 증 의정부 영의정에 추증되었다.

## 가족 관계
- 증조부: 김홍욱 - 당진현감·홍주목사·충청도 관찰사 등을 두루 역임.
  - 친조부: 김계진 - 예원사평(隷院司評)‧동궁익위사 세마(東宮翊衛司 洗馬)‧지례현감(知禮縣監)‧황간현감(黃澗縣監)을 두루 역임.
  - 친조모: 거창 신씨 - 신현(愼晛, 첨지중추부사 역임.)의 딸.
    - 아버지 : 김두광(金斗光)
    - 어머니 : 전주 이씨 부인 - 이두소(李斗熽, 통덕랑 역임.)의 딸
      - 본인: 김선경(金選慶, 1699년 ~ 1756년) ... 배다른 2남 2녀(4남매) 가운데 막내(적출 차남).
      - 부인: 남양 홍씨, 홍주화(洪胄華)의 딸.
        - 장남(첫째 아들): 김한구(金漢耉, 1723년 ~ 1769년)
          - 손자: 김귀주(金龜柱, 1740년 ~ 1786년)
          - 손녀: 정순왕후 김씨(1745년 ~ 1805년 1월 12일), 영조의 계비.

        - 차남(둘째 아들): 김한기(金漢耆, 1728년 ~ 1792년)

      - 측실: 순흥 안씨, 안중형(安重衡, 1695년 ~ ?)의 딸.
        - 서자(막내 아들): 김한로(金漢老, 1746년 ~ ?)

    - 서모 : 곡산 강씨 측실 - 강정엽(康貞曄)의 딸.
      - 서형 : 김운경(金運慶, 1698년 ~ 1756년)